# 洪源禧
洪源禧（英語：Hung Yuan-Hsi，2001年7月27日—）是臺灣競技體操運動員。目前就讀於國立台北商業大學。

## 生平
洪源禧6歲開始練體操，高中就讀新北市三重高中，大學就讀台北商業大學。在學生時期即獲得多面國內賽獎牌。在2021年，因東京奧運中華男子體操代表隊男子團體項目中的吊環好手游朝偉訓練時右膝十字韌帶斷裂，洪源禧在體操協會委員一致同意下遞補參賽，與李智凱、唐嘉鴻、蕭佑然共同參加男子團體項目，也是其生涯第一場國際賽事。 最終排名第10，無緣晉級決賽。

## 獎項
- 2020 109年全國大專校院運動會競技體操公開男子組單槓銀牌、雙槓銅牌
- 2019 108年全國運動會競技體操團體金牌
- 2019 108年全國運動會競技體操雙槓第四名
- 2019 108年全國中等學校運動會競技體操高男組雙槓金牌、團體金牌
- 2019 108年全國中等學校運動會競技體操高男組單槓、吊環銀牌、全能銀牌

## 軼事
東京奧運參賽期間因藝人徐熙娣觀看賽事時發現洪源禧和她的小女兒長相相似，因而於IG上戲稱其為大兒子，而洪源禧則轉發並反問爸爸是誰。

## 外部連結
- 洪源禧的Instagram帳戶